# Роланд (опера Люлли)
«Роланд» (фр. Roland) — опера Жана-Батиста Люлли на французском языке в пяти актах с прологом. Либретто было создано Филиппом Кино на основе эпической поэмы Лудовико Ариосто «Неистовый Роланд». Первая постановка оперы состоялась 8 января 1685 в Версале. В этом же году, 8 марта, опера была представлена в парижском театре Пале-Рояль.

## Действующие лица
| Партия                                     | Голос       |
| Роланд (Орландо), племянник Карла Великого | бас         |
| Анжелика, дочь короля Катая (Китая)        | сопрано     |
| Медор, сарацинский воин                    | контр-тенор |
| Темир, придворная дама Анжелики            | сопрано     |
| Астольф, друг Роланда                      | контр-тенор |
| Ложистиль, фея                             | сопрано     |
| Демогоргон, король фей и волшебных существ | бас         |

## Содержание[3]

### Пролог
Действие оперы начинается во дворце Деморгогона, короля фей и волшебных существ, который воспевает хвалу Людовику XIV и предлагает обратиться в истории знаменитого рыцаря Роланда. Роланд, племянник Карла Великого, влюблен в Анжелику, дочь короля Катая (старое названия Китая). Анжелика же влюблена в сарацинского воина Медора, а он в нее.

### Действие I
Действие происходит в деревушке. Анжелика говорит о своей любви к Медору с Темирой. Является Зилиант, посланник Роланда, и вручает ей от имени рыцаря волшебный браслет.

### Действие II
Место действия — Фонтан Любви, расположенный в центре леса. К нему приходит Анжелика вместе с Темирой. Они замечают приближение Роланда, и Анжелика глотает волшебный перстень, который делает ее невидимой. Не встретив свою возлюбленную, разочарованный Роланд удаляется. На сцене появляется Медор — не подозревая о присутствии Анжелики, он рассказывает Темире о том, что готов покончить с собой из-за любви к Анжелике. Анжелика раскрывает свое присутствие и признается в любви к Медору. Влюбленных окружают волшебные существа, которые радуются гармонии влюбленных.

### Действие III
Действие происходит в морском порту. Анжелика встречается с Роландом — и хотя ее беспокоит ярость влюбленного в нее рыцаря, она дает ему призрачную надежду на любовь. Одновременно с этим она планирует побег с Медором, которого она представляет своим поданным как нового правителя.

### Действие IV
Действие разворачивается в лесу. Роланд рассказывает своему другу Астольфу о своей любви к Анжелике — и просит оставить его одного, ведь Анжелика обещала ему встретиться у Фонтана Любви. В ожидании Анжелики Роланд находит грот и на его стенах обнаруживает любовные стихи, оставленные Анжеликой и Медором. До слуха Роланда доносятся звуки сельской свадьбы — встретившиеся ему сельские жители рассказывают рыцарю о бракосочетании двух молодых людей и показывают браслет, который юная невеста подарила им. Роланд узнает в нем свой подарок Анжелике и впадает в безумие.

### Действие V
Действие переносится во дворец феи Ложистиль. Астольф умоляет фею вернуть Роланду разум. Ложистиль сообщает Астольфу, что уже позаботилась об этом и погрузила Роланда в волшебный исцеляющий сон. Во сне Роланду является сонм античных героев. Они убеждают рыцаря отказаться от своей напрасной любви к Анжелике и вернуться в христианской войско. Роланд пробуждается — к нему вернулся разум и жажда славы. Фея Ложистиль, хор фей и хор теней славословят Роланда.